# Colognola ai Colli
Colognola ai Colli (Colognóła ai Cołi in veneto) è un comune italiano di 8 716 abitanti della provincia di Verona in Veneto. Si tratta di un comune sparso, in quanto la sede comunale si trova nella frazione Villa.
Il comune potrebbe fondersi con Belfiore, Caldiero e Illasi per formare un unico comune.

## Geografia fisica
Il comune di Colognola ai Colli si trova a 18 chilometri a est di Verona. Si trova sulla strada che va a San Bonifacio, la SS11 "Padana Superiore", ed è all'imbocco della Val d'Illasi. L'altitudine minima comunale è 23 metri, nella zona confinante con Caldiero, mentre l'altitudine massima raggiunge i 226 metri, in corrispondenza del capoluogo comunale (Monte). Il territorio di Colognola ai Colli può essere diviso in quattro zone omogenee: la vallata del Progno d'Illasi, l'area collinare, la vallata del Tramigna e la Bassa.

## Storia

### Simboli
Lo stemma e il gonfalone del comune di Colognola ai Colli sono stati concessi con decreto del presidente della Repubblica del 27 novembre 2009.
Il gonfalone è un drappo di bianco.

## Società

### Evoluzione demografica
Abitanti censiti

### Tradizioni e folclore
La tradizionale Sagra dei Bisi di Colognola ai Colli raggiunge nel 2013 la 57ª edizione.
La manifestazione ha tipicamente luogo nel terzo fine settimana di maggio e mira a rivalutare il pisello Verdone nano, alimento ricco di proteine e vitamine, sia nei suoi usi culinari più complessi che in quelli più semplici.
Adatto alla preparazione di qualsiasi piatto, il pisello “Verdone Nano” trova tra le colline di Colognola ai Colli il giusto ambiente per crescere con le sue particolari caratteristiche: dolcezza e tenerezza. Dopo un periodo di grande ricchezza di questo legume, la sua importanza è andata calando, ma non per questo si è pensato di abbandonarne la produzione.
I piatti in cui gustare questo legume sono molti, dalla “crema di bisi” alla “faraona con i piselli”, dallo “spezzatino con i bisi” al gelato al gusto di pisello fino ai più tradizionali “risi e bisi” e “lasagne e bisi”, piatto principale della manifestazione.
Nel corso della manifestazione, oltre alla tradizionale mostra del tipico prodotto locale, si alternano spettacoli musicali, mostre di artigianato e concorsi per la classificazione dei prodotti migliori.
Completano l'offerta passeggiate sui “sentieri dei piselli”, artisti di strada e stand enogastronomici. Non mancano inoltre i vini delle zone del Soave e della Valpolicella.

## Monumenti e luoghi d'interesse

### Architetture religiose
- Santuario di Santa Maria della Pieve
- Chiesa parrocchiale dei Santi Fermo e Rustico
- Chiesa di San Zeno Vescovo nella frazione di San Zeno
- Chiesa dei Santi Vittore e Corona nella frazione di San Vittore

### Ville[9]
Il territorio del Comune è caratterizzato da un articolato reticolo di ville e corti, proprie dell'economia rurale, sviluppatosi tra il XV e XIX secolo
- Villa Maffei- XVII secolo
- Villa Fano - XVII secolo
- Villa Acquadevita
- Villa Vanzetti - XVI-XVII
- Villa Portalupi - XVII secolo
- Villa Spinola
- Villa Peverelli - XV secolo
- Villa Pozzoni-Glisenti - XVII secolo
- Villa Cavalli - Peverelli - XV secolo
- Villa Stagnoli-Bertani - XV secolo
- Villa Moscardo - XVI secolo
- Villa Valdessarini (Corte Decima) - XVI secolo
- Villa Zanella (Corte Cervia) - XVI secolo
- Villa Portalupi (Corte Calò) - XVII secolo
- Villa Lorenzi- Carcereri de Prati (Corte Fornello) - XV secolo
- Villa Rizzo (Corte Caneva) - XVI secolo
- Villa Zoppi - XVIII secolo

## Cultura
Come giurisdizione ecclesiastica il comune di Colognola appartiene alla diocesi di Verona; nel suo territorio abbiamo le parrocchie di Monte (Santi Fermo e Rustico), San Zeno (San Zeno vescovo), Pieve, Strà (Beata Vergine Maria Immacolata) e San Vittore (Santi Vittore e Corona).
Di particolare rilievo la chiesa di Santa Maria della Pieve, risalente al XII secolo. Ricordata già nel 1145 dal papa Eugenio III, fu costruita così, come si presenta ancora oggi, nel XVII secolo.
Originariamente tempio pagano, attribuito al culto di Mercurio, conserva al suo interno una pietra, a forma di architrave, recante una dedica al dio pagano, unitamente ad un'altra dedicata al dio Apollo.

## Geografia antropica

### Frazioni
- Monte, a 175 m s.l.m., domina dall'alto tutto il territorio. La chiesa parrocchiale è dedicata a san Fermo e san Rustico e sorge sull'antica Arce con i resti del castello. In centro le ville Peverelli-Cavalli, Portalupi, Spinola e Pozzoni.
- Villa o Piano. Ai piedi del Monte si sviluppa sull'antica centuriazione romana. È sede del municipio e dal 2012, in villa Aquadevita, si svolge la sagra dei bisi. Vi sono le ville Maffei-Faccioli, Baldo, Apollonio, Aquadevita, Poli, Gemma e Nichesola-Fano.
- San Zeno. Anticamente era chiamata Campagnola e i recenti rinvenimenti archeologici testimoniano che qui si era sviluppato un insediamento longobardo. Ospita la chiesa parrocchiale e le ville Ceriani-Franchetti-Vanzetti e Zoppi.
- Cadellara-Pieve. Toponimo legato all'antichissimo santuario di Santa Maria della Pieve, termine molto usato nel periodo carolingio. Vi sono numerose testimonianze longobarde, Quarente è legata alla perduta centuriazione romana, Cadellara al romano domus are, inoltre ville Moscardo Maffei-Turco.
- Strà. Popolosa frazione sulla strada regionale 11, ha rappresentato, nel recente passato, il luogo di maggior sviluppo residenziale di Colognola ai Colli. Da segnalare la bellissima residenza d'epoca Posta Vecia. La frazione di Strà venne istituita nel 1931.
- San Vittore. Prende questo nome dalla devozione popolare verso il santo, è sede di cave di pietra e di numerosi molini sorti lungo il fiume Tramigna. Significativa è la presenza di ville, La Colombara, Zanella e dell'antica repositura di Santa Maria della Giara.

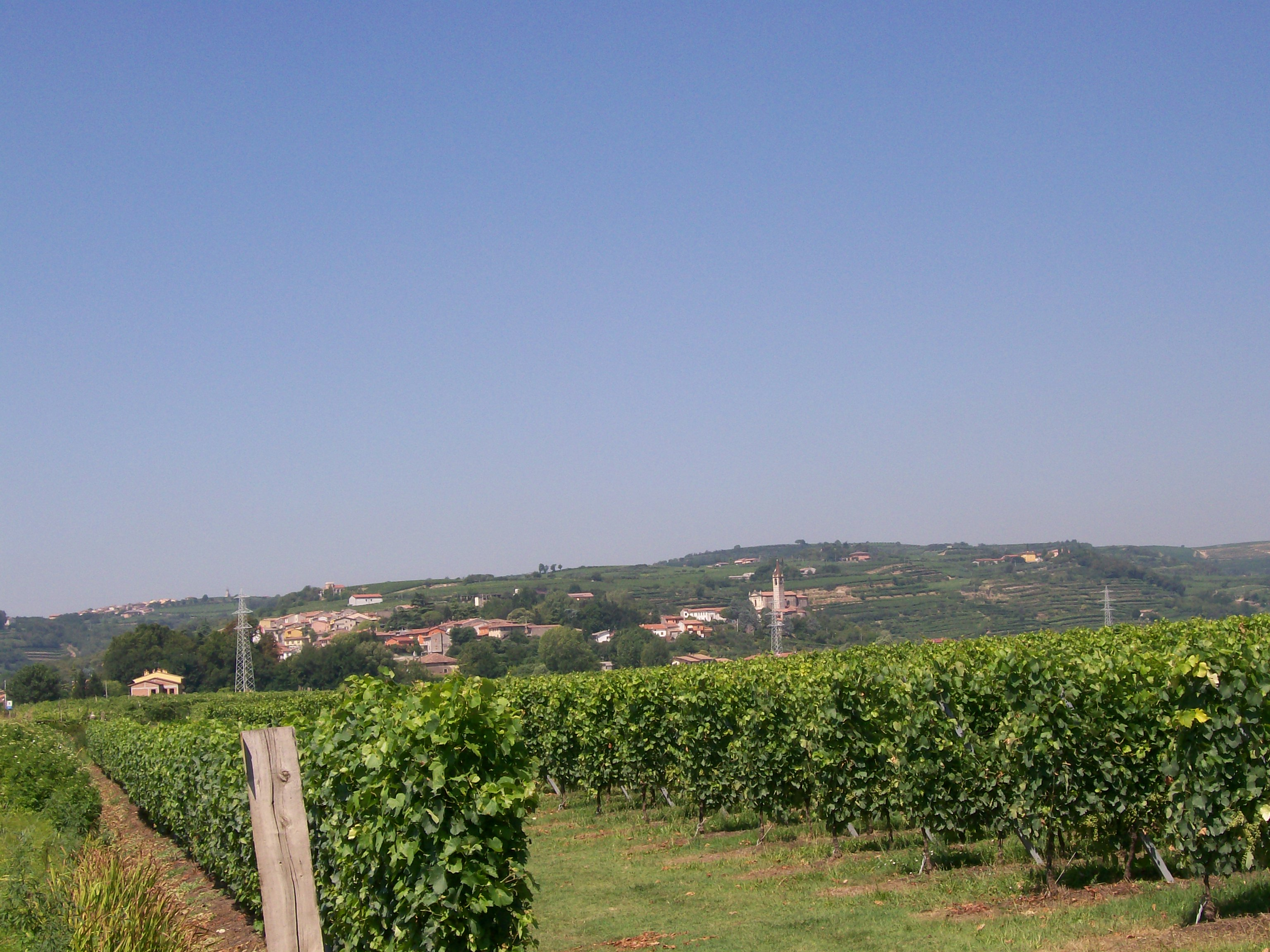
Panorama della frazione di San Vittore.

## Economia
Fa parte della zona di produzione del vino Soave DOC.
È zona di produzione del vino Valpolicella DOC, dell'Amarone della Valpolicella e del Recioto di Soave DOCG.
A Colognola ai Colli sono site varie aziende di livello nazionale ed internazionale come Sammontana (ex Sanson Gelati), UTECO, Globo Giocattoli, Alteco, Vetrerie Riunite, Dal Colle, Imaforni Gea e Velux.

## Amministrazione

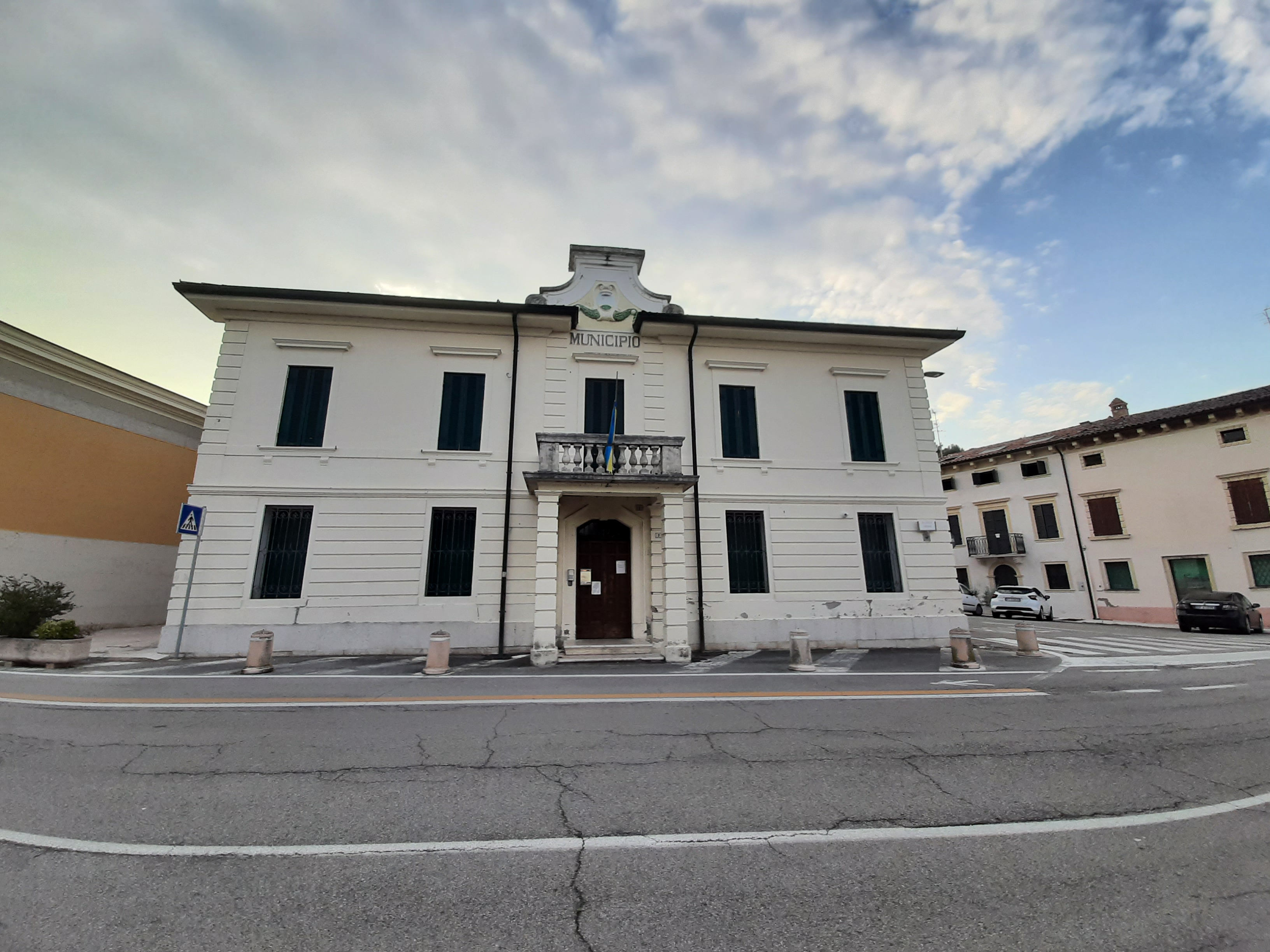
Il municipio.

Il comune fa parte dell'Associazione nazionale "Città del vino"
Il comune fa parte dell'Unione Comunale detta Verona Est.

I comuni che ne fanno parte sono: Caldiero, Colognola ai Colli, Illasi, Mezzane di Sotto e Belfiore.
Inoltre il comune fa parte del movimento patto dei sindaci 
| Periodo       | Periodo       | Primo cittadino            | Partito                                               | Carica                  | Note                         |
| ------------- | ------------- | -------------------------- | ----------------------------------------------------- | ----------------------- | ---------------------------- |
| luglio 1987   | dicembre 1991 | Flavio Carcereri De Prati  | Indipendente                                          | Sindaco                 | Dimissioni del consiglio     |
| dicembre 1991 | giugno 1992   | Alfredo Galanti            |                                                       | Commissario prefettizio | [ 12 ] [ 13 ]                |
| giugno 1992   | dicembre 1994 | Flavio Carcereri De Prati  | Lista civica                                          | Sindaco                 | Mozione sfiducia costruttiva |
| dicembre 1994 | aprile 1997   | Antonio Zambaldo           | Democrazia Cristiana                                  | Sindaco                 | [ 15 ]                       |
| aprile 1997   | maggio 2001   | Antonio Zambaldo           | Lista civica di centro-destra "Insieme per Colognola" | Sindaco                 | [ 16 ]                       |
| maggio 2001   | maggio 2006   | Antonio Zambaldo           | Lista civica di centro-destra "Insieme per Colognola" | Sindaco                 | [ 17 ]                       |
| maggio 2006   | maggio 2011   | Alberto Martelletto        | Lista civica di centro-destra "Insieme per Colognola" | Sindaco                 | [ 18 ]                       |
| maggio 2011   | giugno 2016   | Alberto Martelletto        | Lista civica di centro-destra "Insieme per Colognola" | Sindaco                 | [ 19 ]                       |
| giugno 2016   | ottobre 2021  | Claudio Carcereri De Prati | Lista civica di centro-destra "Insieme per Colognola" | Sindaco                 |                              |
| ottobre 2021  | in carica     | Giovanna Piubello          | Lista civica di centro-destra "Insieme per Colognola" | Sindaco                 |                              |

### Gemellaggi
- Colognola, dal 1984[20]

## Sport

### Calcio
La principale squadra di calcio della città è l'A.C.D. Colognola ai Colli che milita nel girone C veneto di 2ª Categoria.

### Basket
La principale squadra di basket della città è l'A.D.Basket Colognola ai Colli che milita nel campionato C.S.I. in cui nell'anno 2017-2018, in categoria Under 18, ha avuto un forte miglioramento riuscendo a vincere tutte e otto le partite rimanendo così imbattuti.

## Galleria d'immagini

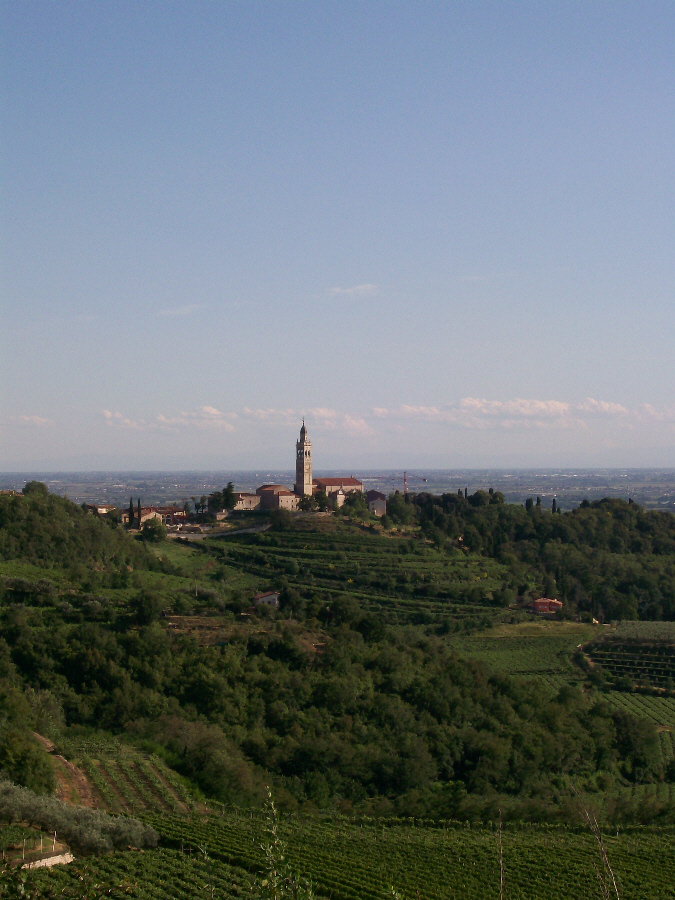
Chiesa parrocchiale dei Santi Fermo e Rustico in Monte di Colognola ai Colli. All'orizzonte si possono intravedere gli Appennini.
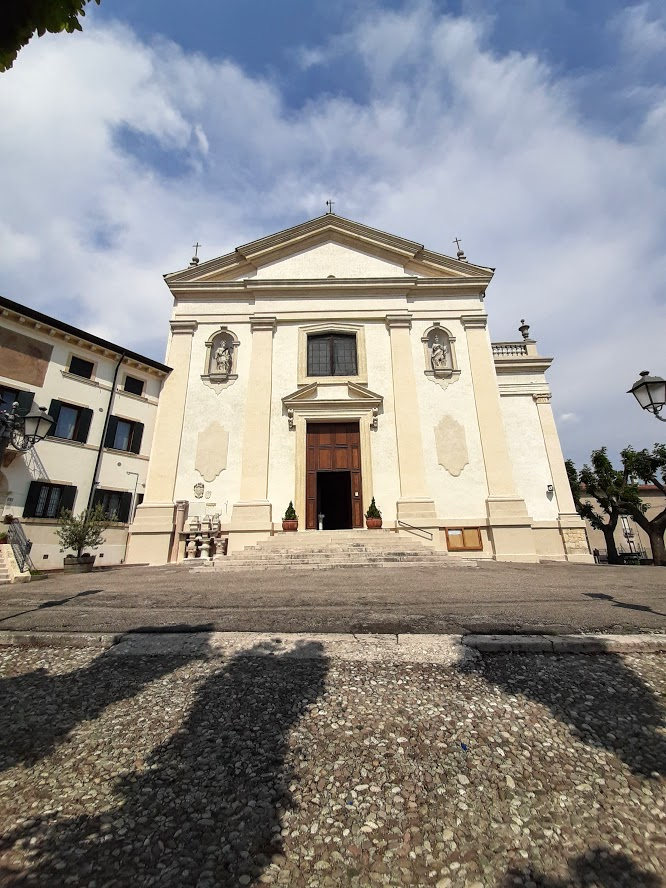
Facciata della chiesa parrocchiale dei Santi Fermo e Rustico in Monte di Colognola ai Colli.
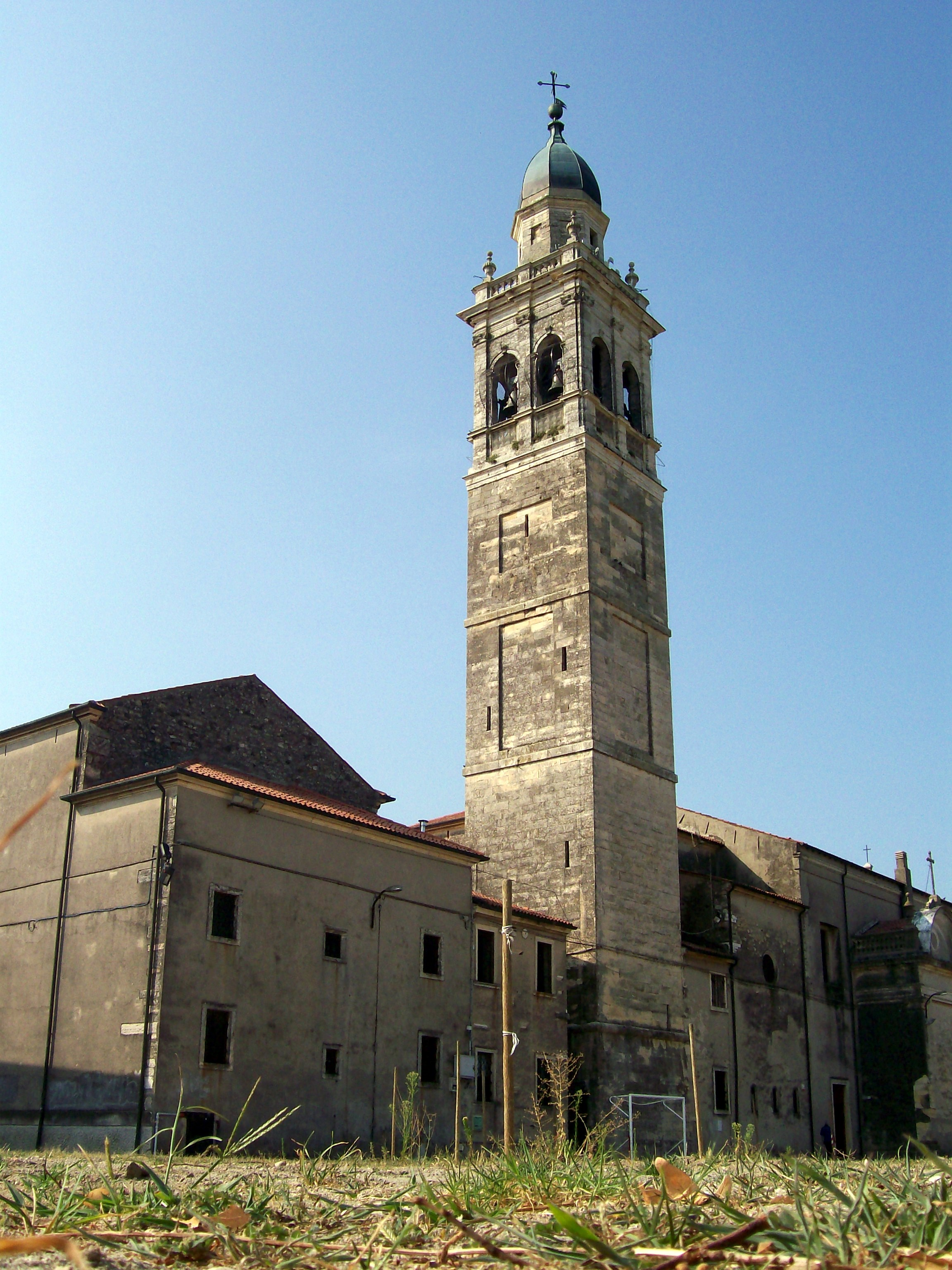
Altra foto del campanile della chiesa parrocchiale di Monte di Colognola ai Colli.
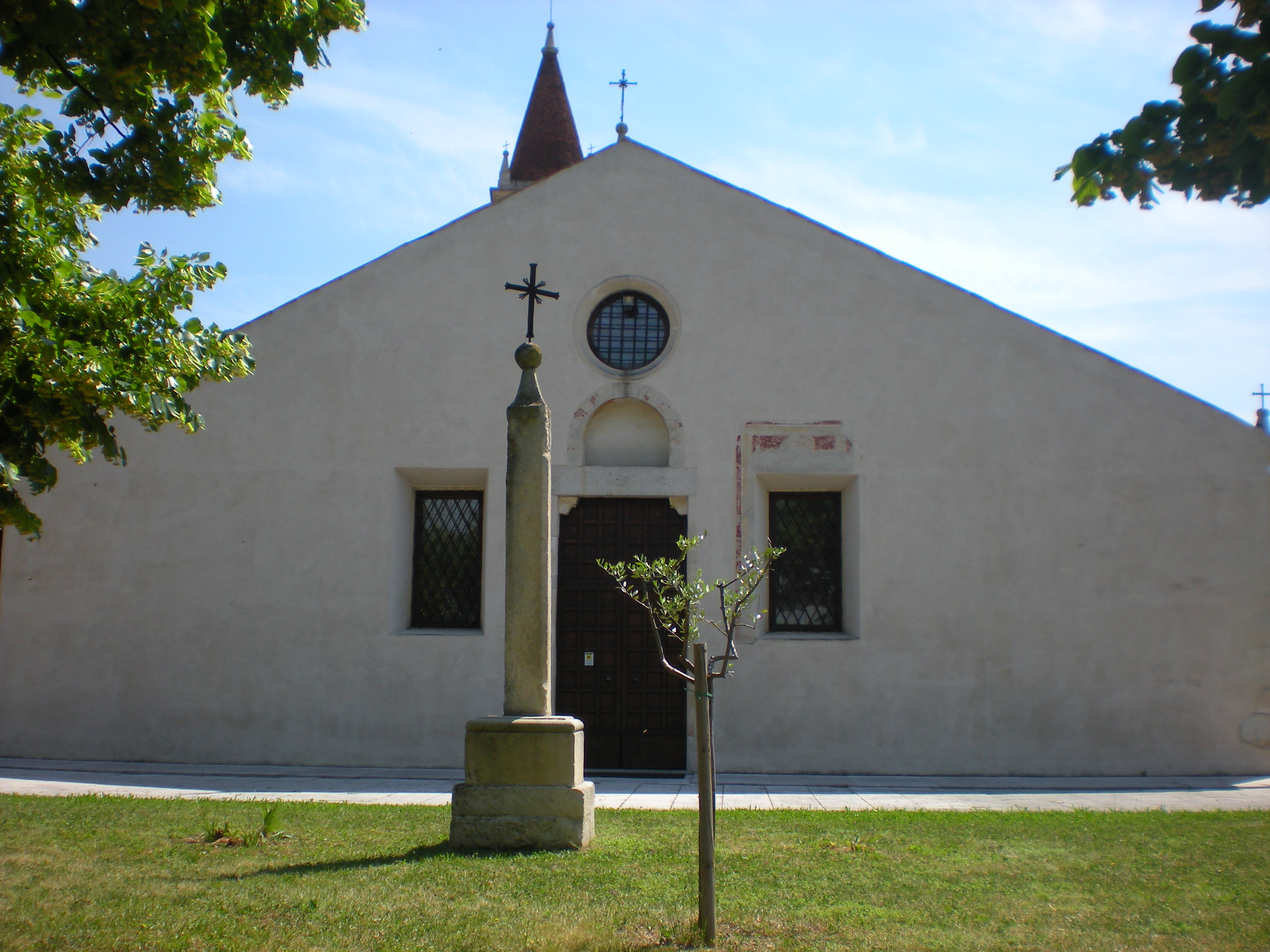
Facciata della chiesa parrocchiale-santuario di S. Maria della Pieve in Pieve di Colognola ai Colli.
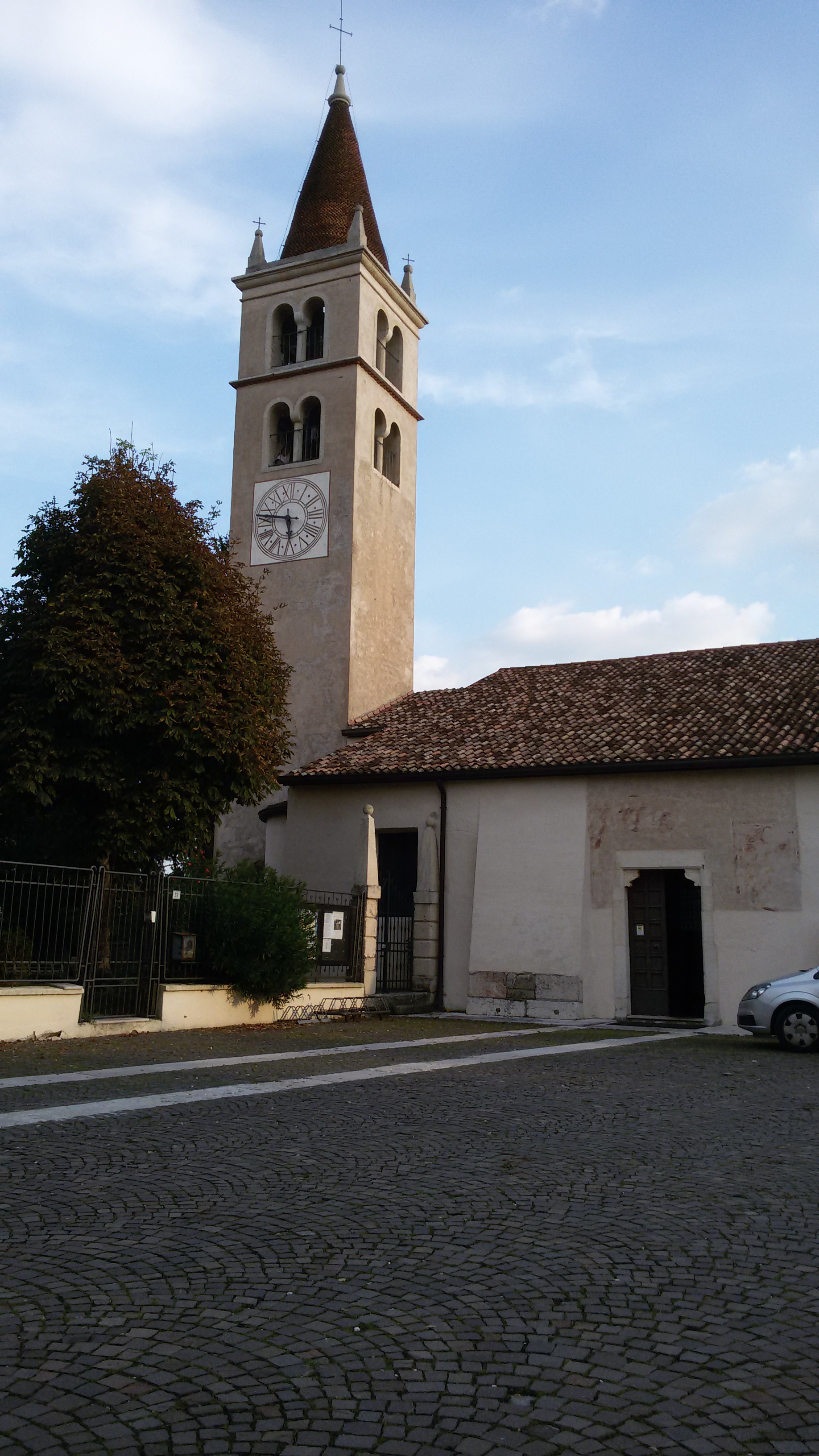
Campanile della chiesa parrocchiale-santuario di S. Maria della Pieve in Pieve di Colognola ai Colli.
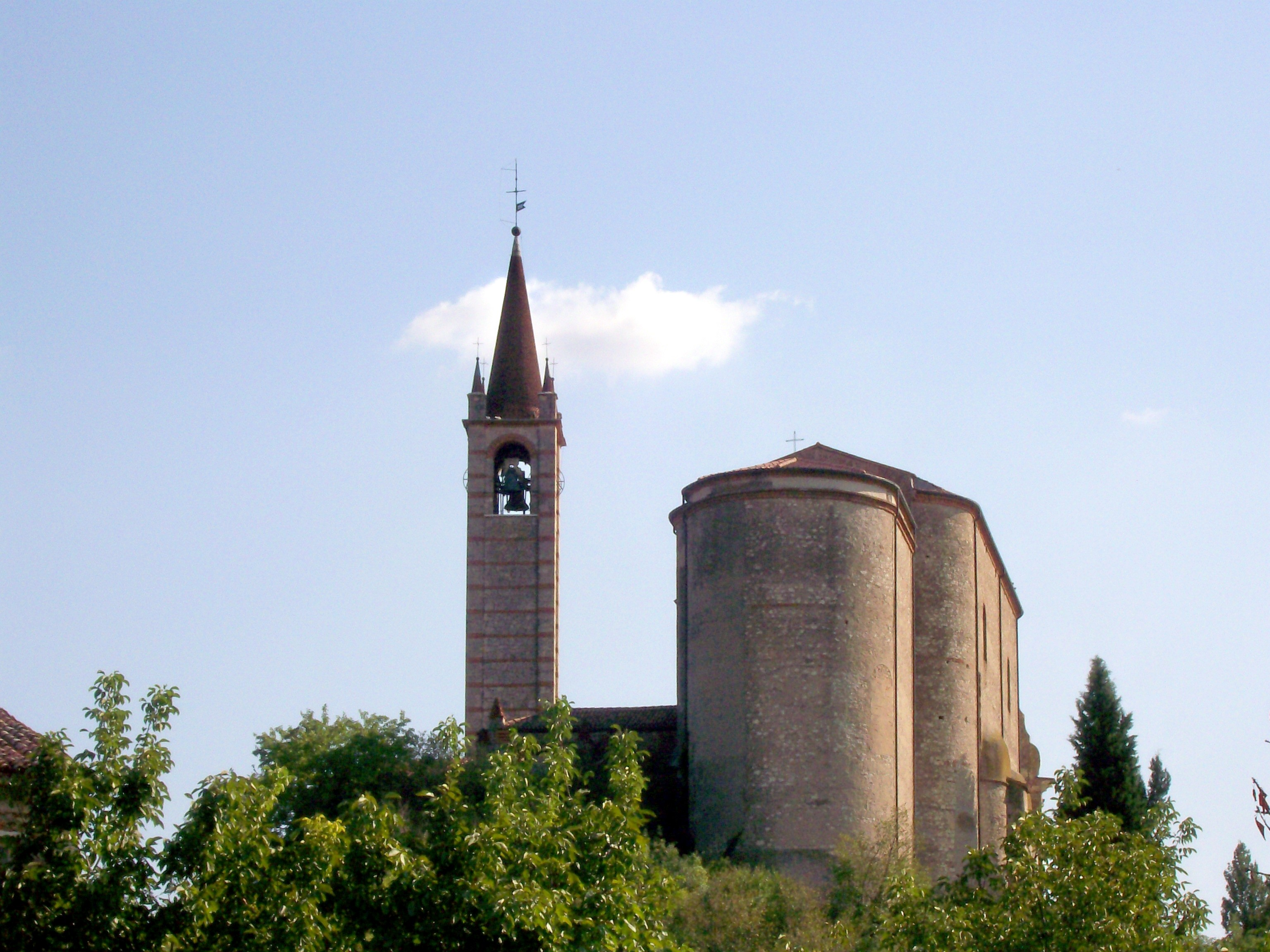
Abside e campanile della chiesa parrocchiale dei Santi Vittore e Corona in San Vittore di Colognola ai Colli.
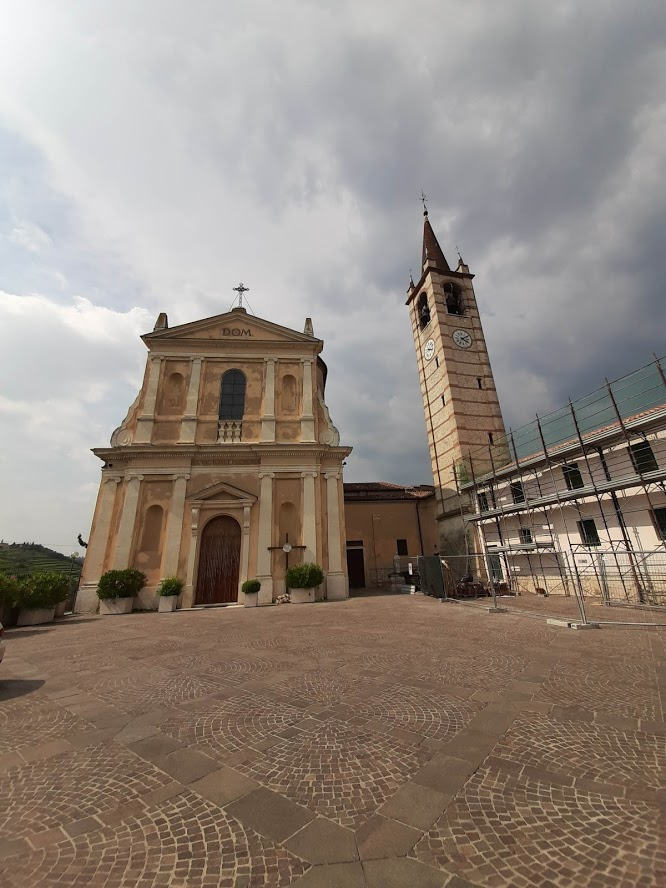
Facciata e campanile della chiesa parrocchiale dei Santi Vittore e Corona in San Vittore di Colognola ai Colli.
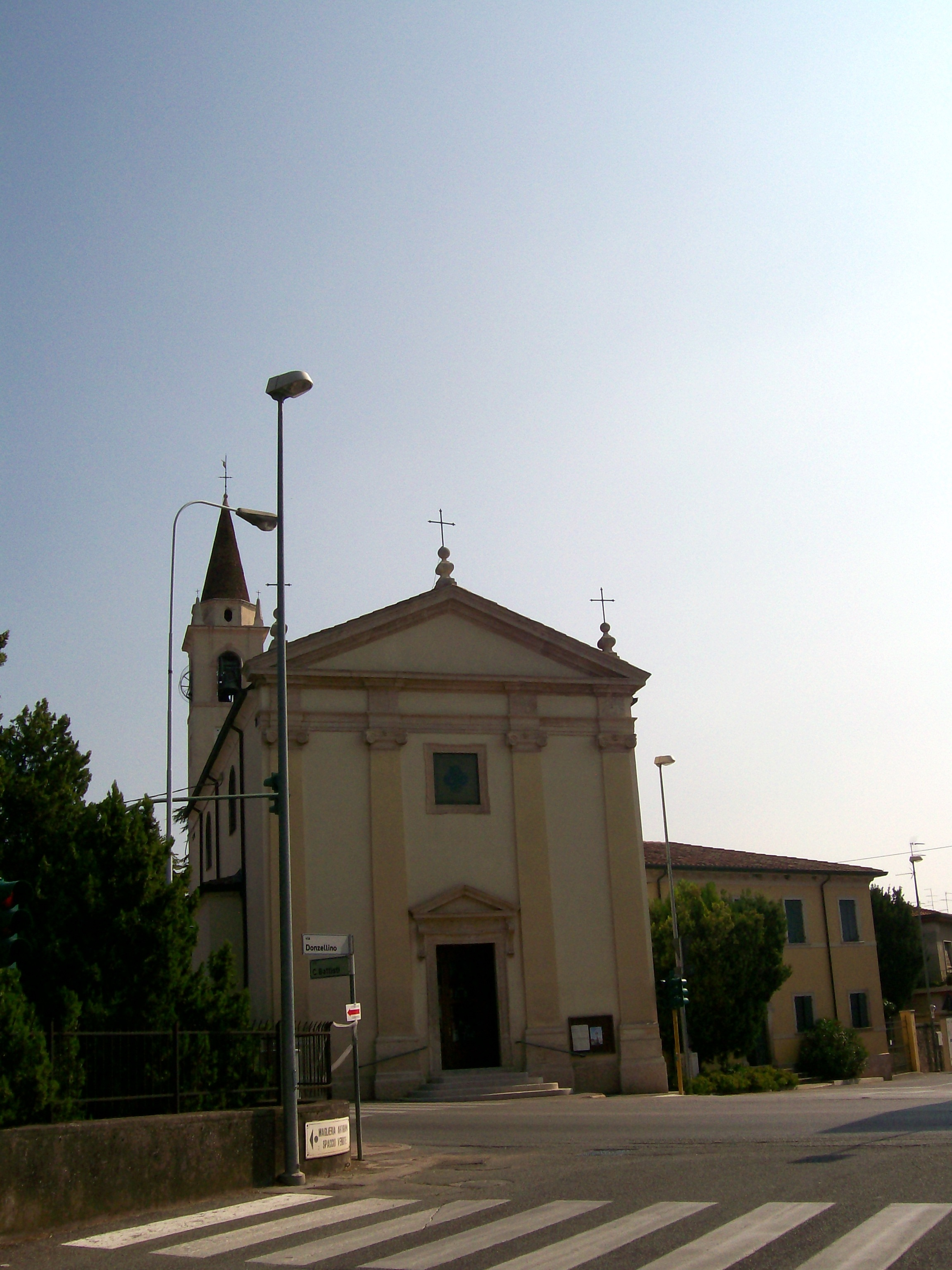
Chiesa parrocchiale di S. Zeno Vescovo in S. Zeno di Colognola ai Colli.